# Abini

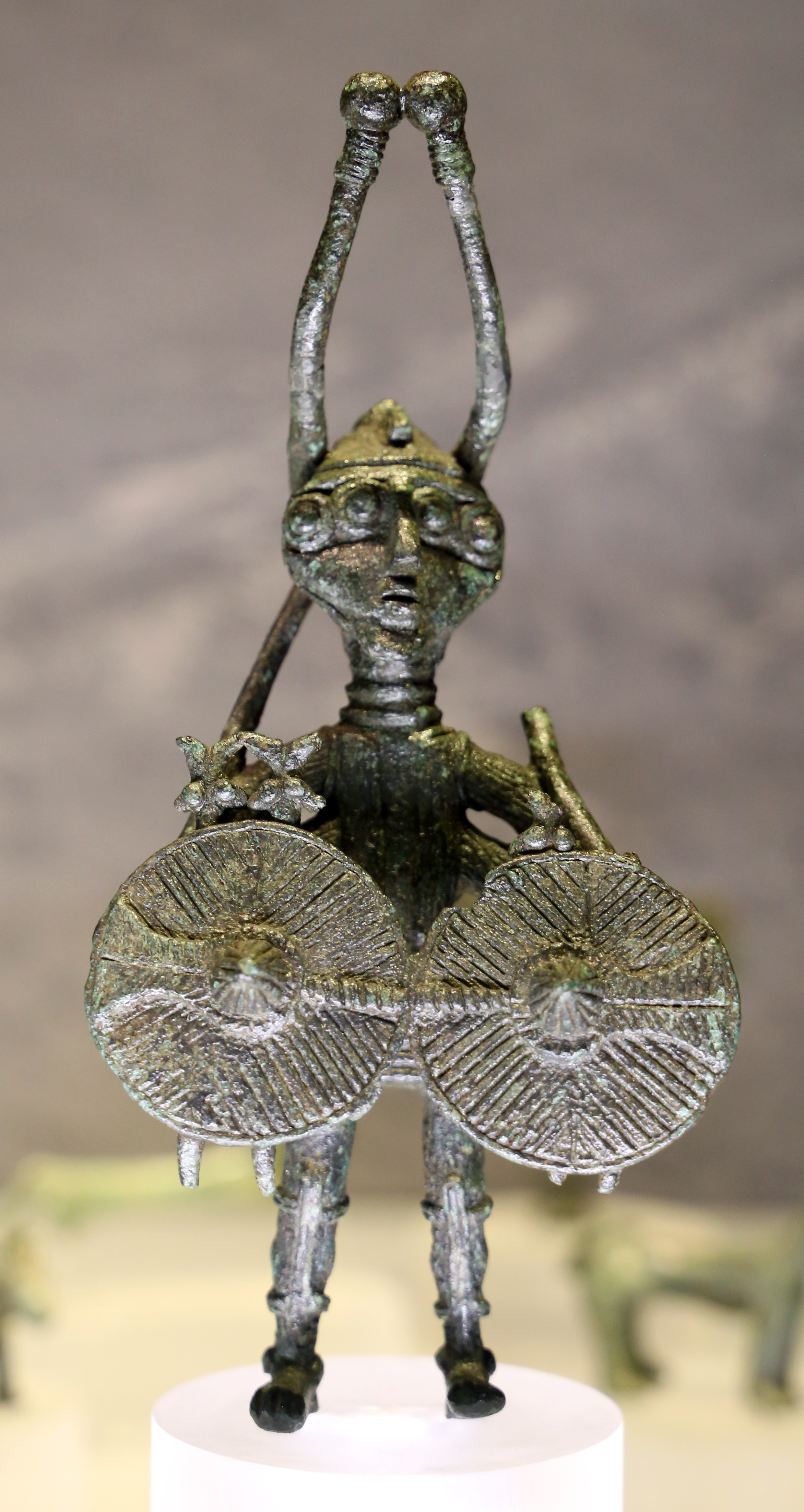
Sardischer Bronzetto - Dämon von Teti

Das nuraghische Heiligtum von Abini (alter Name „Sa Badde de sa Bidda“; deutsch „die Stadt im Tal“) an den Ufern des Talaro, nördlich von Teti in der Provinz Nuoro auf Sardinien war während der Nuraghenkultur eine Kultstätte.
Die Anlage besteht aus einer Nuraghensiedlung und einem Bereich innerhalb eines Temenos, der ein Brunnenheiligtum (italienisch Pozzo sacro) umschloss, das wahrscheinlich von der späten Bronzezeit bis zur Eisenzeit (1300 bis 600 v. Chr.) genutzt wurde. In dem Gebiet wurden zwischen dem 10. und 7. Jahrhundert v. Chr. viele Bronzetti hergestellt, darunter der „Dämon von Teti“ (mit vier Armen und vier Augen), die sich im Museo Archeologico Nazionale di Cagliari befinden.

## Fundsituation
1865 überzeugte ein Junge einige Landwirte, im Boden zu graben, wo auf der Oberfläche Reste alter Gebäude aufgetaucht waren. Die Ausgrabung erbrachte Votivgaben aus Bronze. Im selben Jahr beschrieb Giovanni Spano (1803–1878) die von Efisio Timon erworbenen Bronzen. 1878 wurden in einem großen Behälter mit Terrakotten weitere Bronzen gefunden. Später untersuchte Philip Vivanet die Stelle und fand den heiligen Bezirk und seinen Tempel. Von Antonio Taramelli (1868–1939) wurde zwischen 1929 und 1931 der heilige Bezirk mit dem heiligen Brunnen und das Dorf freigelegt. Die vorletzten Ausgrabungen auf dem Gelände wurden 1981 durchgeführt, wobei neue Rundhütten und andere Gebäude entdeckt wurden. Von 2000 bis 2002 erfolgten die bisher letzten Grabungen, bei denen vor allem anthropomorphe Gefäßkeramiken gefunden wurden.
In der Nähe liegt die Nuraghensiedlung S’Urbale.